# Leimbach (Querfurt)
Leimbach is een plaats en voormalige gemeente in de Duitse deelstaat Saksen-Anhalt, en maakt deel uit van de Landkreis Saalekreis.
Leimbach telt 384 inwoners.

## Geschiedenis
Op 1 januari 2004 is de toenmalige zelfstandige gemeente Leimbach geannexeerd door de eenheidsgemeente Querfurt.